# Nephropsis carpenteri
Nephropsis carpenteri är en kräftdjursart som beskrevs av James Wood-Mason 1885. Nephropsis carpenteri ingår i släktet Nephropsis och familjen humrar. IUCN kategoriserar arten globalt som livskraftig. Inga underarter finns listade i Catalogue of Life.